# Società Emiliana Trasporti Autofiloviari
La SETA S.p.A., acronimo di Società Emiliana Trasporti Autofiloviari, è una società per azioni italiana, concessionaria della gestione del trasporto pubblico locale su gomma nelle province di Modena, Reggio Emilia e Piacenza (con anche collegamenti nel Genovesato). In particolare l'azienda gestisce le reti degli autobus urbani dei tre capoluoghi e degli altri comuni delle tre province, i collegamenti automobilistici tra di essi e la rete filoviaria di Modena.

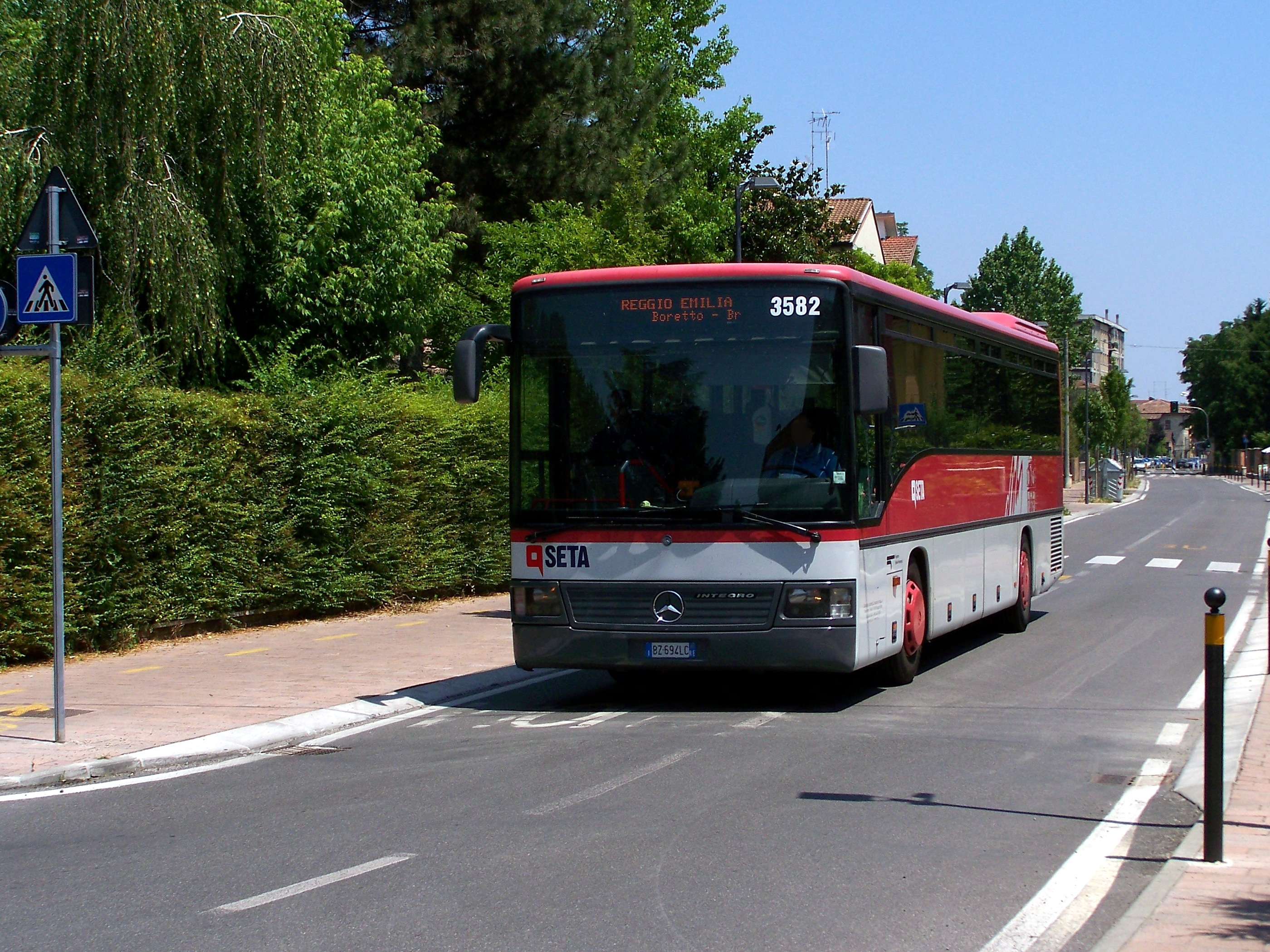
Mercedes-Benz Integro di SETA a Boretto in servizio sulla linea diretta a Reggio Emilia

La società è nata il 1º gennaio 2012 dall'aggregazione di quattro precedenti operatori: ATCM (Modena), TEMPI (Piacenza), AE (vettore regionale in Emilia) e ACT (Reggio Emilia). Il capitale sociale è di proprietà mista pubblico-privato; la quota pubblica è detenuta da:
- Enti comunali della provincia di Modena (25,101%);
- Comune di Piacenza (9,986%);
- ACT di Reggio Emilia (15,421%).

La rimanente quota, pari al 49,49%, è detenuta da TPER S.p.A. (6,651%) e da HERM S.r.l. (42,841%). HERM S.r.l. è controllata a sua volta da TPER per il 95%.
Stando ai dati del 2019, l'azienda gestisce un parco mezzi di circa 900 autobus e filobus, dispone di 1 040 dipendenti e serve circa 69,6 milioni di passeggeri all'anno.